# Rade Draínas
Rade Draínas, Rade Drainac em servo-croata, ou Раде Драинац, em alfabeto cirílico, é o nome pelo qual ficou conhecido o poeta, jornalista e escritor sérvio Radojko Jovanovic (Trbunje, assentamento nas proximidades do atual município de Blace, Distrito de Toplica, 1899 - Belgrado, 1943). 
Autor e editor de um jornal em Belgrado, ali atuou também como crítico literário e teatral, cronista e escritor de relatos de viagem, a partir de 1923.
Foi, antes disto, um refugiado da Primeira Guerra Mundial, tendo se exilado na França, tendo escrito seu primeiro poema em 1916 em Lyon e tendo retornado a Belgrado no outono de 1919, após uma curta estadia no coração de Paris boêmia. 
Em 1922 e 1923, editou e publicou dois números da revista "Hypnos", na qual seus princípios e criatividade poética se mostraram marcados por uma desconcentração motivada pela intuição, próxima do sonho e do êxtase. 
Apesar do onirismo estar presente em sua obra, durante os anos trinta seu trabalho foi marcado por publicações em jornais e revistas, quando armou-se um conflito público e uma controvérsia entre ele e os surrealistas e os representantes da literatura social.
Apesar de não ser colaborador da revista Zenit nem um participante do Zenitismo, manteve certa proximidade com este, destacando o tema da crença "Gênio Bárbaro ", defendida por Líubomir Mitsich, editor da revista e líder do movimento de vanguarda sérvio.
Segundo Aleksandar Javanovic, seu trabalho teria dado origem a um movimento chamado Hipnismo .